# 2017년 노르웨이 총선
2017년 노르웨이 총선(노르웨이어: Stortingsvalget 2017)은 2017년 치러진 노르웨이 국회의원들을 선출하기 위한 선거이다. 선거 결과 에르나 솔베르그가 재선에 성공하였다.

## 참여 정당
이번 선거에는 8개의 원내정당과 수많은 원외정당이 참가하였다.
- 좌파 (적녹동맹)
  - 노동당(Ap)은 전 정부에서 외무장관을 맡았던 요나스 가흘 스퇴레가 이끌었으며, 좌파의 정권 교체를 목표로 하였다. 노동당은 자신들을 사회민주주의 정당이라고 묘사한다. 노동당은 지난 의회에서 55석으로 제 1당이자 제 1야당을 맡았다. 노동당은 야당의 대표정당이었다.
  - 중앙당(Sp)은 노동당의 파트너로 농부와 어부의 의견을 대변하는 정당이다. 좌파 자유지상주의, 북유럽 농본주의 등을 지향하며, 이번 총선에서도 노동당과 협력했다. 지난 총선에서는 기민당에 이은 5당을 차지했다.
  - 사회주의좌파당(SV)은 좌익 정당으로 반자본주의, 사회주의적 색체를 강하게 내는 정당이다. 노동당과는 노동 문제에서 협력하고있다.
- 우파 (중산층 시민연합)
  - 보수당(H)은 제 2당이자 현 여당이다. 총리인 에르나 솔베르그의 소속 정당으로, 여당중 가장 큰 규모이다. 자유주의적 보수주의와 중도우파를 지향한다.
  - 진보당(FrP)은 제 3당이자 제 2여당이다. 에르나 솔베르그와는 경제적으로 협력하는 자유지상주의, 고전자유주의 정당이다. 노르웨이의 진보적 가치관이 이슬람에 의해 파괴된다고 주장해 전문가들은 이 정당을 우익 포퓰리즘이라고도 본다.
  - 기민당(KrF)은 제 4당으로 기독교민주주의 정당이다. 상징색은 노란색이고 중도파 기독교 신자들의 입장을 대변한다.
  - 자유당(V)은 중도좌파 성향으로, 자유주의 정당이다. 중도좌파이나 경제적으로는 우파기 때문에 보수당과 협력한다.

이 외에도 무소속으로 출마한 녹색당, 그리고 선거 몇주전 지지율이 급상승한 공산주의 정당 적색당이 선거에 참여했다.

## 선거전 여론조사
| 조사 날짜    | 조사 업체       | 노동당      | 우파당    | 진보당 | 기민당 | 중앙당 | 자유당 | 사좌당 | 녹색당 | 적색당 | 기타 | 주도 |     |     |     |     |
| ------------ | --------------- | ----------- | --------- | ------ | ------ | ------ | ------ | ------ | ------ | ------ | ---- | ---- | --- | --- | --- | --- |
| 조사 날짜    | 조사 업체       | 11 Sep 2017 | 총선 당일 | 27.4   | 25.0   | 15.2   | 4.2    | 10.3   | 4.4    | 6.0    | 기타 | 주도 | 3.2 | 2.4 | 1.9 | 2.4 |
| 4-9 Sep      | Kantar TNS      | 28.1        | 23.8      | 14.6   | 4.4    | 10.2   | 4.6    | 5.6    | 3.9    | 3.1    | 1.7  | 4.3  |     |     |     |     |
| 7 Sep        | InFact          | 28.0        | 21.5      | 12.6   | 4.7    | 10.7   | 5.2    | 8.1    | 4.4    | 3.3    | 1.5  | 6.5  |     |     |     |     |
| 5-7 Sep      | Opinion Perduco | 26.4        | 25.9      | 15.3   | 3.4    | 8.6    | 2.5    | 6.0    | 5.7    | 4.9    | 1.3  | 0.5  |     |     |     |     |
| 5-6 Sep      | Norfakta        | 26.3        | 25.8      | 13.8   | 5.3    | 10.5   | 4.2    | 5.0    | 4.5    | 3.1    | 0.0  | 0.5  |     |     |     |     |
| 4-6 Sep      | Ipsos MMI       | 27.2        | 23.2      | 15.3   | 4.2    | 9.4    | 4.7    | 6.2    | 4.4    | 3.5    | 2.1  | 4.0  |     |     |     |     |
| 4-6 Sep      | Respons Analyse | 25.6        | 24.7      | 14.3   | 5.5    | 9.9    | 4.5    | 7.3    | 2.7    | 3.1    | 2.4  | 0.9  |     |     |     |     |
| 31 Aug-4 Sep | Norstat         | 25.8        | 24.2      | 17.0   | 4.5    | 9.6    | 3.5    | 5.9    | 4.6    | 3.2    | 1.6  | 1.6  |     |     |     |     |
| 28-30 Aug    | Respons Analyse | 26.1        | 23.9      | 16.6   | 5.4    | 8.8    | 4.9    | 6.2    | 4.7    | 2.4    | 1.0  | 2.2  |     |     |     |     |
| 25-30 Aug    | Kantar TNS      | 26.7        | 24.7      | 15.4   | 4.2    | 11.1   | 3.6    | 5.9    | 3.5    | 2.8    | 2.0  | 2.0  |     |     |     |     |
| 22-29 Aug    | Norstat         | 25.6        | 24.2      | 16.7   | 4.9    | 10.3   | 3.1    | 5.2    | 5.2    | 3.8    | 0.0  | 1.4  |     |     |     |     |
| 24-29 Aug    | Kantar TNS      | 25.7        | 25.1      | 16.3   | 4.2    | 10.4   | 3.9    | 6.5    | 3.6    | 2.6    | 1.7  | 0.6  |     |     |     |     |
| 24-28 Aug    | Norstat         | 24.4        | 25.7      | 15.0   | 6.0    | 10.6   | 3.3    | 6.1    | 4.2    | 2.7    | 2.0  | 1.3  |     |     |     |     |
| 22-28 Aug    | TV-2/Kantar TNS | 26.5        | 24.0      | 16.0   | 4.0    | 11.2   | 3.7    | 6.5    | 3.9    | 2.6    | 1.6  | 2.5  |     |     |     |     |
| 21-25 Aug    | TV-2/Kantar TNS | 26.8        | 24.2      | 16.7   | 3.7    | 11.2   | 3.1    | 5.7    | 4.6    | 2.9    | 1.1  | 2.6  |     |     |     |     |
| 21-23 Aug    | Ipsos           | 29.5        | 23.3      | 15.0   | 4.4    | 10.0   | 3.4    | 5.9    | 2.6    | 3.8    | 2.1  | 6.2  |     |     |     |     |
| 23 Aug       | Infact          | 27.6        | 22.2      | 12.0   | 5.3    | 12.0   | 3.6    | 6.6    | 4.9    | 3.6    | 2.2  | 5.4  |     |     |     |     |

## 선거 결과
| 정당      | 정당                | 득표수    | 득표율 | 의석 |
| --------- | ------------------- | --------- | ------ | ---- |
|           | 노동당              | 800,947   | 27.37  | 49   |
|           | 우파당              | 732,895   | 25.04  | 45   |
|           | 진보당              | 444,681   | 15.19  | 27   |
|           | 중앙당              | 302,017   | 10.32  | 19   |
|           | 사회주의 좌파당     | 176,222   | 6.02   | 11   |
|           | 좌파당              | 127,910   | 4.37   | 8    |
|           | 기독교인민당        | 122,797   | 4.20   | 8    |
|           | 녹색당              | 94,788    | 3.24   | 1    |
|           | 적색당              | 70,522    | 2.41   | 1    |
|           |                     |           |        |      |
| 기타 정당 | 기타 정당           | 54,057    | 1.85   | -    |
| 유효표수  | 유효표수            | 2,926,836 | 99.37  | 169  |
| 무효표수  | 무효표수            | 18,516    | 0.63   | -    |
| 투표자수  | 투표자수            | 2,945,352 | 78.22  | -    |
| 유권자수  | 유권자수            | 3,765,245 | -      | -    |
|           | 우파+진보+좌파+기독 | 1,428,283 | 48.80  | 88   |
|           | 노동+중앙+사좌      | 1,279,186 | 43.71  | 79   |
|           | 녹색+적색           | 165,310   | 5.65   | 2    |